# فوزي الغزي
فوزي الغزي (1897-1929)، سياسي سورية ورجل قانون، كان أحد مؤسسي الكتلة الوطنية وهو واضع أول دستور جمهوري في سورية عام 1928. مات مسموماً وهو في الثانية والثلاثين من العمر، ولُقب من يومها بأبي الدستور السوري.

## البداية
ولِد فوزي الغزي في حي العقيبة بدمشق وكان والده إسماعيل الغزي قاضياً معروفاً. دَرَس الحقوق في المعهد الملكي في اسطنبول وفور تخرجه، سيق إلى الخدمة الإلزامية في الجيش العثماني. خدم في جبهة القوقاز وفي العراق، حيث أصيب برصاصة أفقدته جزءاً من أذنه.

## انتسابه إلى حزب الشعب
انتسب فوزي الغزي إلى حزب الشعب، الذي أسس في حزيران 1925، وهو أول حزب سياسي عرفته البلاد في ظل الانتداب الفرنسي، وعمل مع زميله في كلية الحقوق فارس الخوري على صياغة نظامه الأساسي وأهدافه. كان الحزب برئاسة الدكتور عبد الرحمن الشهبندر، وكان أمين السر فيه المحامي إحسان الشريف، شريك الغزي في مكتب المحاماة بدمشق. طالب الحزب بتحرير البلاد من الحكم الفرنسي وتوحيد الأراضي السورية التي قسمت على يد الفرنسيين سنة 1920. وضمت أهدافه تأسيس نظام ملكي دستوري في سورية، يكون العرش فيه إما للملك فيصل الأول أو لأحد أشقائه من أبناء الشريف حسين بن علي، قائد الثورة العربية الكبرى ضد العثمانيين.

## دوره في الثورة السورية الكبرى
بعد أسابيع قليلة من إنشاء الحزب، انطلقت الثورة السورية الكبرى ضد الحكم الفرنسي من جبل الدروز، بقيادة سلطان باشا الأطرش. انضم قادة حزب الشعب إلى صفوفها وكان من بينهم فوزي الغزي، الذي عمل مع الشهبندر على تهريب السلاح إلى غوطة دمشق ونقل المعارك إلى شوارعها. أُلقي القبض عليه وسيق مكبلاً مهاناً إلى سجن أرواد ومن ثم وضع تحت الإقامة الجبرية في مدينة الحسكة. تسبب اعتقاله وتعذيبه بتراجع حادٍ في صحته بالرغم من صغر سنه، وتساقطت أسنانه من بعدها وصار يعاني من عدة أمراض مزمنة. بعد خروجه من المعتقل مع نهاية الثورة عام 1927، عُرضت عليه حقيبة الداخلية في حكومة الداماد أحمد نامي ولكنه رفضها وفضل العودة إلى مهنة التدريس وممارسة المحاماة في مكتبه بدمشق.

## تأسيس الكتلة الوطنية
انضم فوزي الغزي إلى الكتلة الوطنية فور تأسيسها عام 1927، ودعا إلى تفعيل النضال السياسي ضد الفرنسيين، بدلاً من العسكري، كما طالب الثوار بإلقاء سلاحهم والعمل على إنهاء الانتداب بكل الطرق السلمية القانونية. وفي عام 1928 فاز الغزي بمعقد في المجلس التأسيسي المنتخب والمكلف بصياغة أول دستور جمهوري في البلاد. انتُخب هاشم الأتاسي رئيساً للمجلس وعُين فوزي الغزي رئيساً ثانياً له. وخلال الحملة الانتخابية، قاد مظاهرات كبرى في دمشق ضد مرشح حكومة الانتداب الشيخ تاج الدين الحسني ونجح في منع مناصريه من دخول مراكز الانتخاب في أحياء الشاغور وساروجا، مما أدى إلى اعتقاله مجدداً بضعة أيام.  

## دستور عام 1928
كان فوزي الغزي العقل القانوني في اللجنة الدستورية والذي أشرف على أعمالها وإنجاز مهمتها خلال مدة لم تتجاوز الأسبوعين. أُعلن عن انتهاء العمل في يوم 4 حزيران 1928، وقدم الغزي شرحاً مفصلاً عن مواد الدستور المئة وخمس عشرة، المستلهمة من الدساتير الأوروبية العصرية. جاء في خطابه أمام المجلس التأسيسي: «الأمم لا تموت أيها السادة، إلا إذا أراد لها أبناؤها هذا الموت. والشعوب لا تفنى إلا إذا أراد لها الفناء أهلها. فامشوا أيها السادة على سنن الكون إذا أردتم الحياة واستسلموا إلى الخنوع والخضوع إذا أردتم الموت.»
أسس الدستور الجديد لنظام حكم رئاسي وبرلماني في سورية، ولانتخابات تشريعية ورئاسية، حُددت فيها ولاية رئيس الجمهورية بأربع سنوات، لا يجوز تجاوزها. وجاء في مسوّدة الدستور أنه يحق لرئيس الجمهورية أن يعود إلى الحكم ولكن بعد قضاء أربع سنوات له خارج السلطة. وأصر الغزي على عدم ذكر الانتداب الفرنسي في أي مادة من مواد الدستور، لكي لا يعطي فرنسا أي شرعية قانونية في سورية، كما حدد جغرافية الجمهورية سورية بحدودها الطبيعية، مع فلسطين والأردن ولبنانفي إشارة إلى عدم اعتراف السوريين بالحدود المصطنعة التي فُرضت عليهم عبر اتفاقية سايكس بيكو. وأخيراً أعطى الدستور رئيس الجمهورية السوري المنتخب، لا المفوض السامي الفرنسي، حق إعلان السلم والحرب وإبرام الاتفاقيات والمعاهدات الدولية باسم الدولة السورية.
اعترضت المفوضية الفرنسية العليا في بيروت على ست مواد من الدستور، منها حدود سورية الطبيعية وصلاحيات رئيس الجمهورية وعدم الاعتراف بشرعية الانتداب، وطالبت بتعديلها أو شطبها، ولكن هاشم الأتاسي وفوزي الغزي لم يوافقا على هذا الطلب وطرحا الموضوع على التصويت أمام اللجنة الدستورية، لكي يكتسب موقفهم شرعية من الشارع السوري. غضب المفوض السامي من هذا التحدي، وقام بحل المجلس وبتعطيل العمل بالدستور إلى أجل غير مُسمى.

## مقتل الغزي
في 5 حزيران 1929، توفي فوزي الغزي بشكل مفاجئ، وخرجت مدينة دمشق عن بكرة أبيها في وداعه في جنازة شعبية مهيبة، شاركت فيها النقابات والمدارس وجميع زعماء الكتلة الوطنية، يتقدمهم الرئيس هاشم الأتاسي. حمل المشيعون لافتات كتب عليها: «مات أبو الدستور، فليحيا الدستور!» رثاه زميله فارس الخوري بقضيدة طويلة جاء في مطلعها: «يبكيكَ أحرار سورية وأنت أخُ...ويبكيكَ دستور سورية وأنت أبُ.» وفي أولى جلسات المجلس النيابي بعد رحيله، طالب نائب دمشق الزعيم فخري البارودي بالوقوف دقيقة صمت حداداً على روح فوزي الغزي وعلى دستور سورية الذي تم إجهاضه.
تبين لاحقاً أن موت الغزي كان مُدبراً من قبل زوجته الحمصية لطيفة اليافي، التي كانت في علاقة عاطفية مع ابن أخيه، رضا الغزي. قررا التخلص منه لكي يتمكنا من الزواج، وقام رضا الغزي بشراء برشانتين من السم الزعاف من صيدلي في حي العمارة، قيل له إنها ستُستخدم للتخلص من كلب مسعور.
في يوم حدوث الجريمة كانت العطلة القضائية في سورية، وقام فوزي الغزي بأخد زوجته وابنته الوحيدة إلى مزرعته في غوطة دمشق. جربت الزوجة السمّ على كلب المزرعة فمات فوراً فقررت إعطاءه لزوجها الذي كان يشكو من إسهال شديد. طلب منها دواء فقدمت له البرشانة، ومات بعدها على الفور مُتأثراً بالسمّ. تم اعتقال الزوجة والعشيق مع الصيدلي الذي باع البرشانة، وحكم عليهم بالإعدام، ولكن المفوض السامي هنري بونسو تدخل في القضية وتم تخفيف العقاب إلى السجن المؤبد. أما عن مصير الزوجة، فالرواية الأولى تقول إنها ظلّت معتقلة حتى أيار 1945، عندما فُتحت أبواب السجون السورية بعد القصف الفرنسي على مدينة دمشق، وزير العدل أسعد كوراني قال إنها بقيت في السجن حتى عام 1949، عندما أُطلق سراحها بأمر من حسني الزعيم بعد وصوله إلى الحكم.

## تخليد ذكرى فوزي الغزي
أُطلق اسم فوزي الغزي على شارع رئيسي في حي أبو رمانة بدمشق، تكريماً له ولمنجزاته الوطنية.  